# Curculio glandium
Curculio glandium, conegut popularment com a bequerut, és un a espècie de coleòpter del gènere Curculio predador de glans de distribució Europeomediterrània, per bé que també es distribueix per Amèrica del Nord.

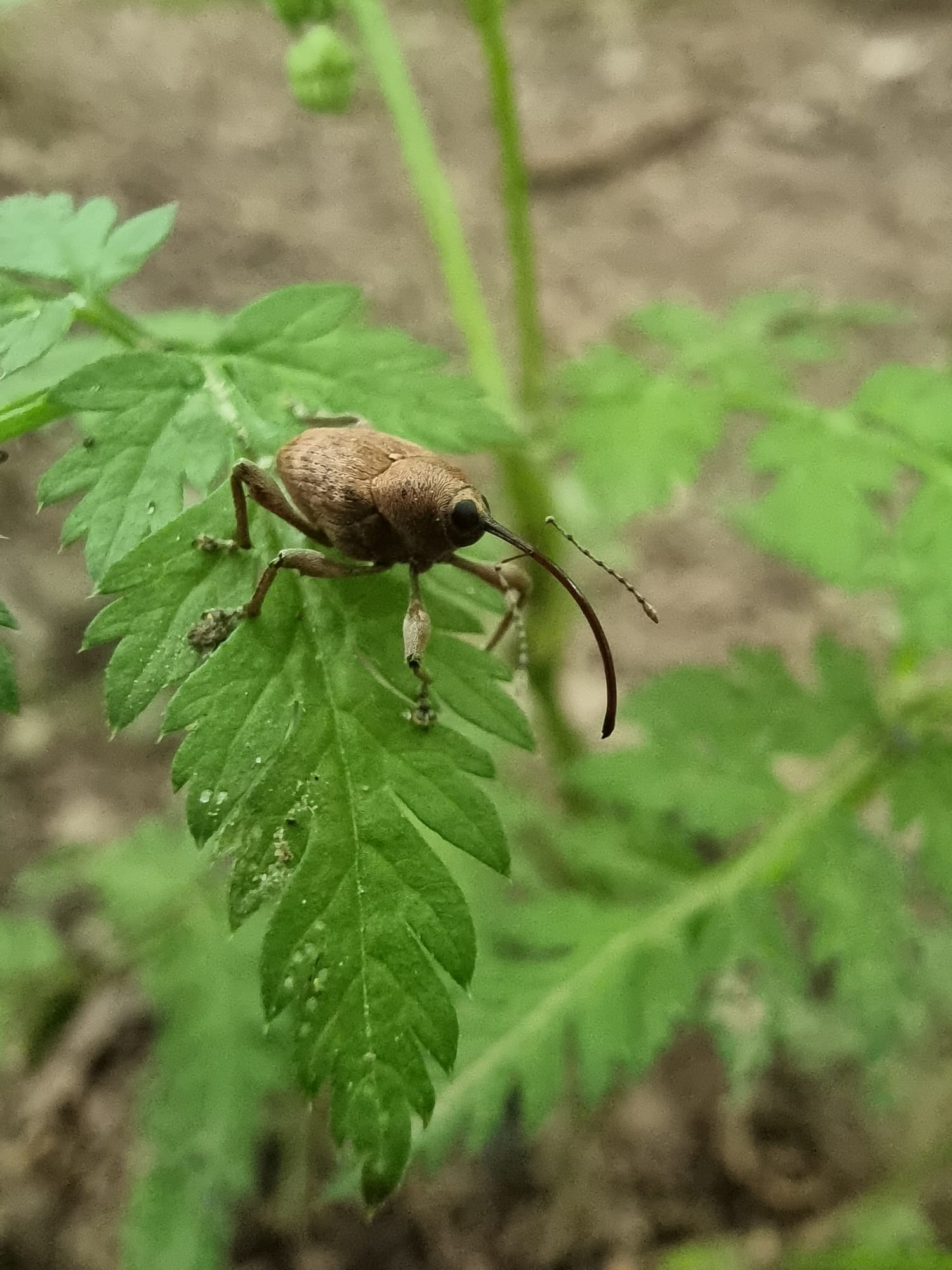
Curculio glandium en un bosc de Quercus robur al Bac de les Tries, Olot, la Garrotxa

## Hàbitat i distribució
Es distribueix principalment en zones boscoses de latituds temperades d’Europa, essent més abundant a la part central tot i que també es distribueix pel sud. Viu en boscos de roures caducifolis com Querucs robur, doncs les femelles dipositen els ous en les glans.

## Morfologia
La mida varia entre els 4 i 8 mm, de coloració marronosa i forma més o menys ovalada. Compten amb un aparell bucal allargat i corbat que és més llarg i corbat en les femelles, ja que és l'òrgan amb  el que perforen els glans on introduiran els ous.  En els mascles és quasi la meitat de llarg i menys corbat, amb una forma més arrodonida i menys estilitzada.
Les larves tenen una forma cilíndrica i es desplacen gràcies a unes rugositats de la zona ventral .
A la península Ibèrica hi ha 7 espècies del gènere Curculio, algunes amb que es podria confondre;  Curculio elephas, una espècie del mateix gènere que també ataca fagàcies però és més especialitzada en les castanyes (fruit de Castanea sativa). En aquest cas, l'adult mesura de 6 a 9 mm i, a diferència de C. glandium té una coloració gris groguenca. Les antenes son rogenques i geniculades i es troben a la meitat del rostre.
Una altra espècie d'hàbitats similars és Curculio nucum, que es diferencia de C. glandium per tenir els segments del falgel antenal més amples i coberts amb pèls semi-erectes, (que estan apresos en C. glandium).
També es pot confondre amb Curculio venosus, que té una coloració més fosca, contorn més arrodonit i les dents dels fèmurs posteriors presenten el marge posterior arrodonit.
Una altra espècie semblant és Curculio pellitus,  que medeix 7-9 mm i té el rostre més curt i menys corbat que en les espècies anteriors, tenint per tant un dimorfisme sexual menys accentuat. A més a més, el seu cos est troba més densament cobert d'escates.

## Cicle vital
Són organismes holometàbols, passant per un estat d'ou, larva, pupa i adult. Els adults perforen les glans per alimentar-se, i les femelles també hi dipositen un ou; aquestes picades provoquen la caiguda prematura de moltes glans. Les glans són colonitzades quan encara són a l’arbre, però el desenvolupament de les larves continua un cop han caigut i són a terra. En eclosionar, les larves s’alimenten de l’interior de la gla i després s’enterren al sòl per passar l’hivern en estat de diapausa. A principis de l’estiu següent comencen la fase pupal, però, un cop completada la metamorfosi, els adults entren novament en diapausa i no emergiran fins a la primavera del segon any. Part de les larves presenten una diapausa larvària prolongada, de manera que no es produeix la nimfosi ni la transformació en adults fins al tercer any o posteriors.

## Ecologia
Els adults emergeixen d’abril a octubre, a llocs amb Quercus spp., Quercus pedunculata, Q. sessiliflora, Q. ilex, Q. robur (Fagaceae), Corylus avellana (Betulaceae), ocasionalment en Prunus avium, P. cerasus (Rosaceae), Evonymus europaeus (Celastraceae) etc. Cal dir que també hi ha cites en betulàcies, ericàcies i salicàcies. Cal destacar que les captures de primavera es realitzen gairebé exclusivament sobre el roure de fulla petita (queixal), mentre que durant els mesos d’estiu i a començaments de tardor, es comencen a capturar majoritàriament sobre l’alzina.
Els bequeruts del gènere Curculio danyen glans madurs, amb impactes potencials a la fitness dels roures madurs a Amèrica i Europa 4). De fet, quan les condicions de desenvolupament son favorables, poden ésser plagues que destrueixen fins un 70-90% de la producció de llavors.
Fins ara no s’ha trobat ús de feromones de marcatge en les  femelles d’aquesta espècie, i per consegüent es poden trobat infestacions múltiples a la natura (més de 10 ous o larves).  A tall de curiositat, en glans fortament infectades, la competició és tan gran que implica canibalisme,  fet que també proveeix a les larves de nutrients addicionals.
A l’interior d’aquesta espècie, com en altres del seu gènere amb les quals comparteix hàbitat (C. elephas, C. pellitus i C. venosus), habita l’endosimbiont primari Candidatus Curculioniphilus buchneri. A més, també presenta altres endosimbionts que fan que la seva comunitat sigui diferent de la de les altres espècies.